# Jorge Andrés Tovar Forero
Jorge Andrés Tovar Forero (Madrid, Cundinamarca, 26 de septiembre de 1977) es un político y periodista colombiano. Fue secretario de Tecnologías de la Información y las Comunicaciones (TIC) de Cundinamarca en la Gobernación de Cundinamarca, durante el primer periodo del Gobernador de Cundinamarca, Jorge Emilio Rey. Se ha desempeñado también como Jefe de Prensa de la Alcaldía de Madrid (2001), director del periódico de Madrid (2004), Secretario de Desarrollo Económico y Social de la Alcaldía de Madrid y presidente de la Asociación de Juntas de Acción Comunal de Madrid – Asojuntas (2008), fue alcalde municipal de Madrid Cundinamarca en el periodo constitucional 2020-2023.

## Biografía
Es el hijo intermedio de Jorge Eliecer Tovar y de Isabel Forero, quienes tuvieron 3 hijos. Terminó sus estudios de bachillerato en el Simón Bolívar. Estudió Comunicación Social y Periodismo en la Corporación Universitaria Minuto de Dios y se especializó en Alta Gerencia en la Universidad Militar Nueva Granada.
Andrés es oriundo de Madrid, Cundinamarca. Su aparición en el servicio público inició como Jefe de prensa de la Alcaldía de Madrid, Cundinamarca, durante el Gobierno de Juan Carlos Coy en el 2001.

### Carrera política

#### Secretario de Desarrollo Económico y Social Alcaldía Madrid
Empezó a conducir la Secretaría de Desarrollo Económico y Social, presidiendo dependencias como La Casa de la Cultura y Turismo, área de Salud, Fomento agropecuario y ambiental, madres comunitarias, personas de la tercera edad, área de Empleo, actividades propias de dicha cartera.

#### Secretario de las TIC - Gobernación de Cundinamarca
Durante dos años y medio, entre el 12 de enero de 2016 hasta el 22 de junio de 2018, fue Secretario de Tecnologías de la Información y las Comunicaciones (TIC) de Cundinamarca, bajo la directriz del Gobernador Jorge Emilio Rey Ángel.

#### Alcalde de Madrid
El 27 de octubre de 2019 ganó las elecciones municipales de Madrid, Cundinamarca, con 20 752 votos, logrando el 49,21% de la votación.
Resultado elección de 2019
| Candidato                  | N.º de votos | Alcalde Elegido |
| -------------------------- | ------------ | --------------- |
| Edison Javier Ávila        | 3789         |                 |
| Carlos Alberto Chávez Moya | 9389         |                 |
| Jorge Andrés Tovar Forero  | 20752        | X               |
| Ronald Felipe Loaiza       | 2615         |                 |
| Pedro Garzón Bojacá        | 1339         |                 |
| Votos no marcados          | 739          |                 |
| Votos Nulos                | 1940         |                 |
| Votos en Blanco            | 4278         |                 |
| TOTAL                      | 44841        | 44841           |

Logo Alcaldía y marca gobierno Madrid Crece Contigo (2020-2023)

El plan de gobierno del exalcalde Andrés Tovar Forero se tradujo en el Plan Municipal de Desarrollo "Madrid Crece Contigo", teniendo como ejes transversales la educación, el fortalecimiento del tejido social, seguridad y convivencia, competitividad y sostenibilidad, identidad y buen gobierno, y la visión de Madrid 2040.
El Plan de Desarrollo "Madrid Crece Contigo" 2020-2024 fue aprobado por el Concejo municipal de Madrid mediante Acuerdo n.º 005 de 2020 "por medio de cual se adopta el Plan de Desarrollo del municipio de Madrid 2020-2023, Madrid Crece Contigo", fue durante la administración del exalcalde Andrés Tovar Forero que se afrontó la pandemia del COVID-19 y el Paro Nacional de 2021.